# SAS-965
Der SAS-965 „Saporoshez“ (ukrainisch ЗАЗ-965 „Запорожець“, russisch ЗАЗ-965 „Запорожец“) und sein Nachfolger SAS-965A „Saporoshez“ sind Kleinwagen des sowjetischen, heute ukrainischen, Herstellers Saporisky Awtomobilebudiwny Sawod (SAS) aus Saporischschja, die von 1960 bis 1969 hergestellt wurden.

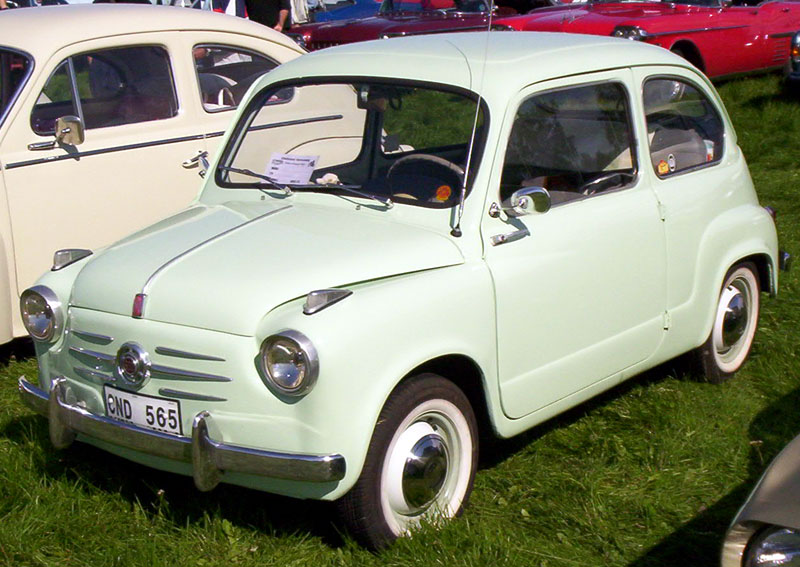
Fiat 600 Standard von 1959, der dem SAS-965 stark ähnelte

Die Karosserie ist selbsttragend. Der vordere Teil bis zur B-Säule ähnelt stark dem ab 1955 gebauten Fiat 600 und hat – wie dieser – auch hinten angeschlagene Türen (Selbstmördertüren). Heckgestaltung, Antrieb und Fahrwerk unterscheiden sich aber deutlich vom italienischen Vorbild.

## Vorgeschichte
Im Herbst 1956 wurde beschlossen, einen Kleinwagen für eine Serienfertigung zu entwickeln. Die Entwicklungsabteilung des Moskwitsch stellte im Oktober 1957 den Prototyp MZMA-444 vor. Die Karosserie des Testfahrzeuges sah bereits der des später in Serie gegangenen SAS-965 ähnlich. Die Unterdimensionierung und Unzuverlässigkeit des ursprünglich verwendeten luftgekühlten Zweizylindermotors vom Typ MD-65 der Motorradfabrik Irbit mit 650 cm³ Hubraum und 17,5 PS verzögerte die Einführung.
Bis 1959 folgten noch drei weitere Prototypen mit einem vom NAMI entwickelten luftgekühlten Zweizylindermotor mit 649 cm³ Hubraum und 18 PS. Auf der Weltausstellung in Brüssel 1958 wurden von diesem Prototyp bereits Werbebroschüren verteilt.
Im Jahr 1959 wurde beschlossen, dem ursprünglich auf die Produktion von Landmaschinen spezialisierten Werk Kommunar in Saporischschja die Weiterentwicklung und Serienproduktion des Kleinwagens anzuvertrauen. Die Entwickler verwarfen den Zweizylindermotor und konstruierten einen luftgekühlten Vierzylindermotor. Jedoch mussten noch weitere technische Modifikationen vorgenommen werden. Anstelle der geplanten 12-Zoll-Räder wurde wegen der zahlreichen unbefestigten Straßen in der Sowjetunion auf 13-Zoll-Räder zurückgegriffen. Damit wurden auch Veränderungen in der Konstruktion der Radaufhängung und den Radkästen notwendig.

## SAS-965 (1960–1963)
Am 18. Juni 1959 wurde der neue Kleinwagen erstmals in etwa der Form präsentiert, wie er später auch produziert wurde. Das Fahrzeug wurde zunächst Kommunar genannt. Am 22. November 1960 ging er als SAS-965 „Saporoshez“ in Serie. Auf der Leipziger Messe wurde er erstmals 1961 gezeigt, wobei offen konstatiert wurde, dass es sich bei der Karosserie um keine wirkliche Eigenentwicklung handelte. Im Vergleich zum Fiat 600 D wurde jedoch das größere Platzangebot im Fahrgastraum hervorgehoben. Möglich wurde dies durch eine andere Heckgestaltung und einen im Vergleich zum Prototyp platzsparenden, im Heck montierten luftgekühlten V4-Motor mit 90° Bankwinkel und 746 cm³ Hubraum. Um einen gleichmäßigen Zündabstand zu erreichen, war die Kurbelwelle vierfach gekröpft (Zündfolge 1-3-4-2). Der zum Teil aus Aluminium gefertigte Motor leistet 23 PS (17 kW) bei 4000/min. Die Antriebseinheit wurde im NAMI entwickelt, allerdings hielt es die Fachpresse für wahrscheinlich, dass die Entwicklung des Motors unter Mithilfe von Fiat erfolgt war. Das Vierganggetriebe lag vor der Hinterachse. Alle Räder waren einzeln aufgehängt, die Hinterräder an Pendelhalbachsen, die Vorderen an Kurbellenkern. Der kleine Wagen beschleunigte in 17 s auf 60 km/h und erreichte eine Höchstgeschwindigkeit von 80 km/h. Der Benzinverbrauch wurde mit 6,5 l/100 km angegeben. Der SAS-965 kostete 1800 Rubel.
Im ersten Jahr wurde das Auto noch in Manufakturarbeit gefertigt, erst Ende 1961 ging man in Bandfertigung über.
Der SAS-965 hatte einige gravierende Mängel: Der Wagen neigte zum Übersteuern und die Heizung war nicht auf die tiefen Temperaturen im Winter ausgelegt. Daraufhin wurde die Heizungsanlage im westsibirischen Schadrinsk neu entwickelt und getestet.

## SAS-965A (1962–1969)

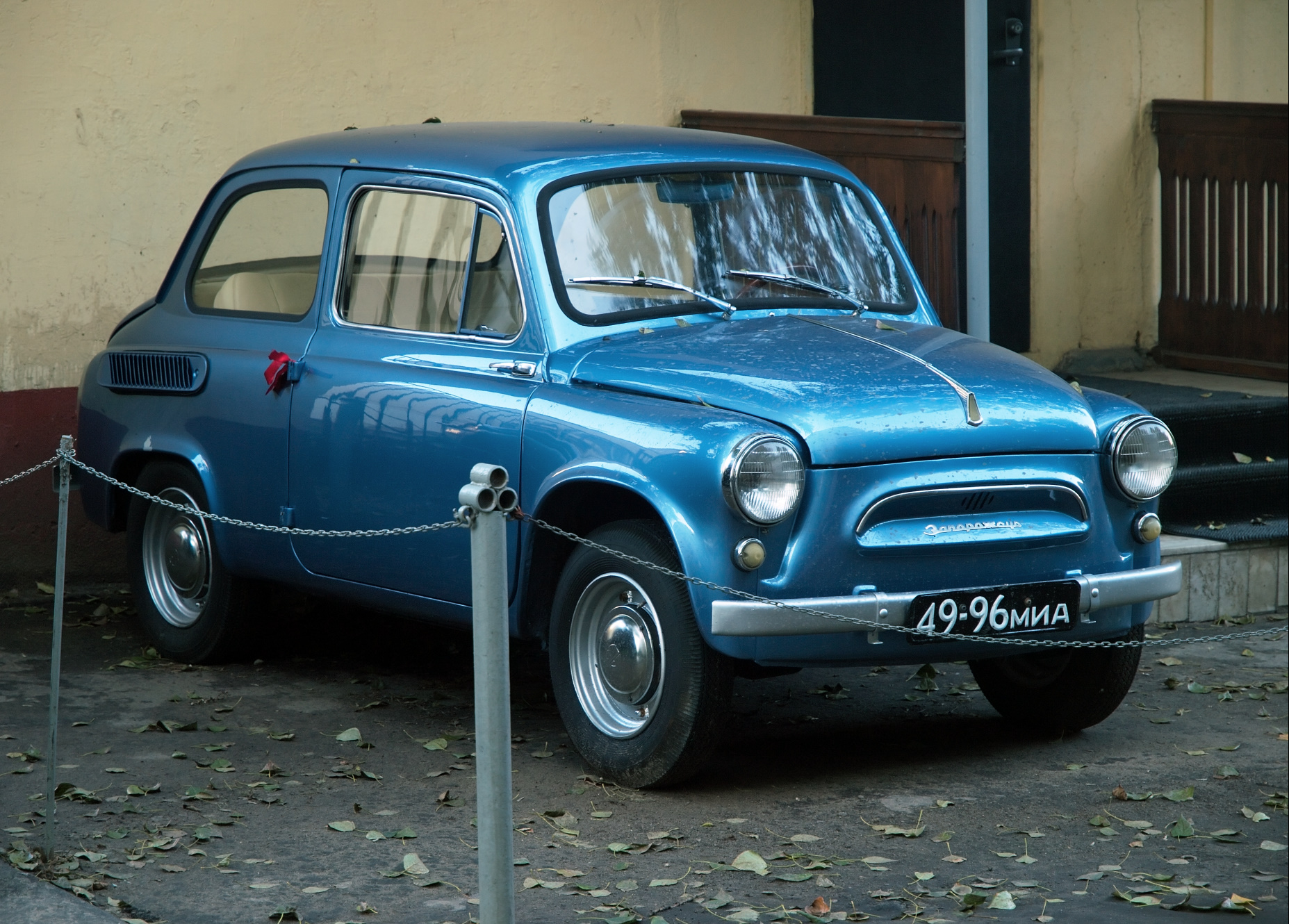
SAS-965A Saporoshez (1962–1969)

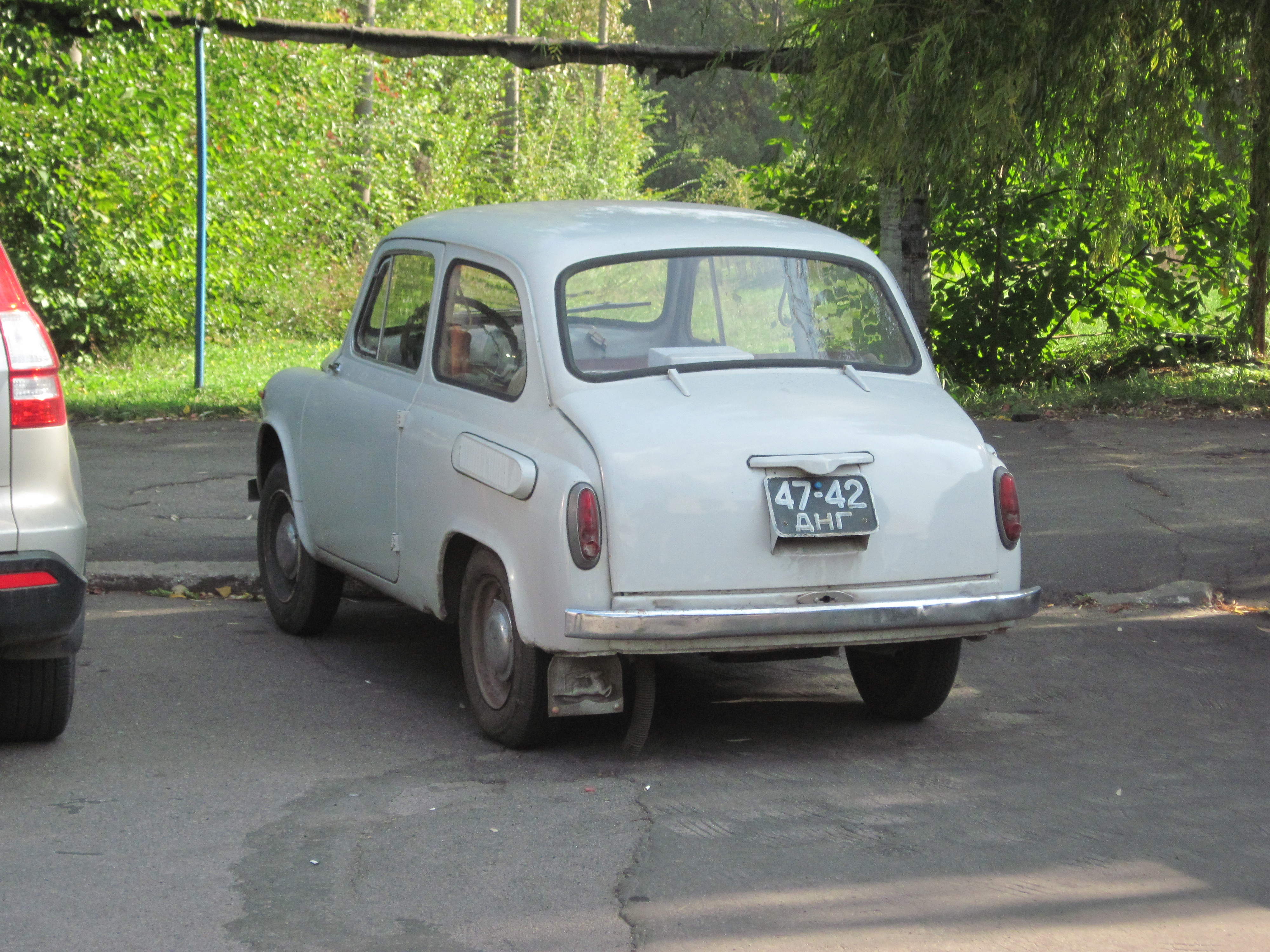
SAS-965A Saporoshez (1962–1969)

Ein weiterentwickeltes Modell erschien 1962. Außer einem Facelift, das sich unter anderem an veränderten Lufteinlässen, einem neugestalteten Logo und der veränderten Position der Standlichter bemerkbar machte, wurde der SAS-965A mit einem größeren Motor ausgestattet, der bei 887 cm³ Hubraum zunächst 27 PS (20 kW) bei 4000/min leistet. Die Höchstgeschwindigkeit lag bei 90 km/h und die Beschleunigung bei 13,5 s/0–60 km/h. Der Kraftstoffverbrauch betrug 5,5 l/100 km bei konstanten 40 km/h (Einstellwert), im zeitgenössischen Testbericht wurden im Durchschnitt 8,5 l/100 km ermittelt.
Ab 1962 wurden von diesem Modell auch Sonderfahrzeuge hergestellt, wie ein Rechtslenker für die Post mit einer Briefablage anstelle der Rückbank. Im Jahr 1963 wurde ein behindertengerechtes Fahrzeug unter der Bezeichnung SAS-965B mit einer elektromagnetischen Kupplung in den Handel gebracht.
Im Jahr 1966 wurde die Leistung bei gleichbleibendem Hubraum auf 30 PS (22 kW) bei 4000–4200/min erhöht. Dies gestattete eine Höchstgeschwindigkeit von 100 km/h. Ein Mangel des Motors war die recht störanfällige Lagerung von Nockenwelle und Ausgleichwelle. Vorteilhaft hingegen war die Anordnung der Benzinheizung im Motorraum, sodass durch Aufstecken eines werksseitig mitgelieferten Metallschlauchs der Motor bei strengem Frost vorgewärmt werden konnte. Diese Möglichkeit gab es bei den späteren Modellen SAS-966 und SAS-968 nicht mehr. 
1967 ging als Nachfolger der SAS-966W „Saporoshez“ mit dem Motor des SAS-965A in Serie, aber mit einer moderneren Karosserie. Der SAS-965A wurde noch bis Mai 1969 parallel weitergebaut.

## Export
Ab 1965 wurde das Modell SAS-965A in verschiedene Länder des Ostblocks exportiert, aber auch nach Belgien und Österreich. Hier wurde er unter dem Namen Yalta vertrieben.

### Export in die DDR und Vergleich mit dem Trabant 601
In einem Fahrbericht der KFT im Jahr 1965 wurde der SAS-965A eher negativ bewertet und festgehalten, dass nicht geplant sei, dieses Fahrzeug in die DDR einzuführen. Ab 1967 war er doch noch in der DDR erhältlich. Das Platzangebot im Innenraum war zwar größer als beim Fiat 600, dennoch war er weniger beliebt als der Trabant 601. Die Platzverhältnisse im Innenraum waren ungünstiger und der Kofferraum wesentlich kleiner. Die buckelige Form des Fahrzeugs mit der provisorisch wirkenden Heckklappe und hinten angeschlagenen Türen wurde in der Beurteilung der KFT als rückständig und unfertig bezeichnet. Innenraumgestaltung und Verarbeitungsqualität waren unbefriedigend. Der Lärmpegel in der Fahrgastzelle war ähnlich groß wie im Trabant, allerdings wurden die eher dumpfen Motorgeräusche des Saporoshez als weniger störend bewertet. Wie auch beim Trabant wurde auch hier der gemessene hohe Kraftstoffverbrauch von 8,5 l/100 km kritisiert. Die Fahrleistungen entsprachen etwa denen des damaligen Trabant 601. Das Fahrverhalten wurde trotz deutlicher Neigung zum Übersteuern, Seitenwindempfindlichkeit und indirekter Lenkung als durchaus erfreulich und ausgereift gelobt, nicht zuletzt wegen einer günstigen Sitzposition und guten Eigenschaften auf unbefestigter Strecke. Konstruktiv wurden Vorteile des Motors gegenüber dem Trabantmotor gelobt, unter anderem deutlich geringere Kolbengeschwindigkeiten und günstige Warmlaufeigenschaften durch die thermostatgesteuerte Frischluftzufuhr. Der Neupreis in der DDR wurde schließlich niedriger als für den Trabant 601 angesetzt und betrug 7530 Mark. Der SAS-965 war ohne Wartezeit erhältlich; dennoch warteten viele Kunden lieber auf einen Trabant oder Wartburg und hunderte importierte Saporoshez standen auf Halde.

## Trivia
Der robust konstruierte, rundliche SAS-965 wurde auch „Eisenschwein“ genannt. Da die Initiative der Entwicklung eines solchen Kleinwagens noch unter Josef Stalin entstanden sein soll und weil der SAS-965 und die Folgemodelle SAS-966 und SAS-968 in der DDR unbeliebt und verpönt waren, nannte man sie dort auch „Stalins Rache“.
Wegen seiner ungewöhnlichen Form bekam der Wagen in der DDR den Spitznamen „der Bucklige“.
Wegen seiner Ähnlichkeit zum Fiat 600 und dem VW-Käfer-ähnlichen Motorgeräusch wurde er von Schweizer Journalisten auch „Volksfiatowitsch“ genannt. „Fiatowitsch“ ist ein Kunstwort nach russischem Sprachmuster und bedeutet etwa „Sohn des Fiat“.